# Björn Otto
Björn Otto (ur. 16 października 1977 we Frechen) – niemiecki lekkoatleta, skoczek o tyczce.

## Osiągnięcia
- brązowy medal Uniwersjady (Daegu 2003)
- zwycięstwo w Halowym Pucharze Europy (Lipsk 2004)
- złoto Uniwersjady (Izmir 2005)
- brązowy medal podczas Halowych Mistrzostw Europy w Lekkoatletyce (Birmingham 2007)
- 5. miejsce na Mistrzostwach Świata w Lekkoatletyce (Osaka 2007)
- 2. miejsce w Światowym Finale IAAF (Stuttgart 2007)
- srebrny medal halowych mistrzostw świata (Stambuł 2012)
- wicemistrzostwo Europy z 2012
- wicemistrzostwo olimpijskie z 2012
- srebro halowych mistrzostw Europy (Göteborg 2013)
- brązowy medal mistrzostw świata (Moskwa 2013)

## Rekordy życiowe
- Skok o tyczce (stadion) – 6,01 (2012) rekord Niemiec[1]
- Skok o tyczce (hala) – 5,92 (2012)